# 1605
1605 (MDCV) a fost un an comun al calendarului gregorian, care a început într-o zi de sâmbătă.

## Evenimente
- Ieyasu Tokugawa predă titlul de shogun fiului său, Tokugawa Hidetada, care va fi shogun până în anul 1623.

## Nașteri
- 8 aprilie: Filip al IV-lea al Spaniei (d. 1665)

## Decese
- 27 octombrie: Jalaluddin Muhammad Akbar, 63 ani, mare mogul al Indiei (n. 1542)